# Carson, Pirie, Scott and Company Building
Pour les articles homonymes, voir Carson et Pirie.
Le Sullivan Center (anciennement connu comme le Carson, Pirie, Scott and Company Building ou Carson, Pirie, Scott and Company Store) est un immeuble commercial situé au numéro 1 South State Street, dans le secteur communautaire du Loop à Chicago, dans l'État de l'Illinois, aux États-Unis.
Le Sullivan Center a été conçu en 1899 par l'architecte Louis Sullivan pour la société de vente au détail Schlesinger & Mayer, puis l'a agrandi avant qu'Harry Gordon Selfridge (de la société H.G. Selfridge & Co.) ne rachète le bâtiment en 1904. Cette société n'occupa la structure que quelques semaines avant de revendre le bâtiment (le terrain en dessous appartenait à l'époque à l'entrepreneur Marshall Field) à Otto Young, qui le loua par la suite à la société Carson Pirie Scott pour 7 000 dollars par mois. Pendant plus d'un siècle, la société Carson Pirie Scott occupa le bâtiment (jusqu'en 2006). Des modifications ultérieures furent réalisées par l'architecte de Chicago Daniel Burnham en 1906 et par la firme Holabird and Root en 1961.
L'immeuble est utilisé pour la vente au détail depuis 1899. Les locataires actuels incluent l'École de l'Art Institute of Chicago, l'une des principales écoles d'art des États-Unis et affiliée à l'Art Institute of Chicago, et l'agence de design et d'architecture Gensler. Depuis novembre 1970, il est classé bâtiment historique au titre des Chicago Landmarks (CL).
Situé au cœur du district historique du Loop Retail Historic District, le Sullivan Center bénéficie d'un emplacement privilégié pour l'accès aux transports publics, en effet il se trouve à proximité immédiate de la ligne aérienne du métro de Chicago (composée de sept lignes) et de plusieurs lignes de bus de la Chicago Transit Authority (CTA). Les attractions situées à proximité du bâtiment comprennent le Millennium Park, le Grant Park, le lac Michigan, l'Art Institute of Chicago, et l'artère commerciale de State Street.

## Historique
Construit en 1899 par l'architecte Louis Sullivan, il a été conçu pour l'entreprise de vente au détail Schlesinger & Meyer et plus tard vendu à Carson Pirie Scott en 1904. Le bâtiment a été inscrit sur le Registre national des lieux historiques (National Register of Historic Places) en 1970 par le National Park Service et sur la liste des National Historic Landmarks en 1975. Il a également été ajouté sur la liste des Chicago Landmark (CL) en 1970 par la Commission on Chicago Landmarks de la ville de Chicago. Il fait également partie du district historique du Loop Historic Retail District. De son année d'inauguration jusqu'en 2006, c'est-à-dire pendant plus d'un siècle, le bâtiment a été utilisé à des fins de vente au détail.
State Street fut le cœur commercial et économique du secteur financier du Loop pendant de nombreuses années, et le lieu de naissance des grands magasins américains. Au début du XXe siècle, plus d'une demi-douzaine de grands détaillants bordèrent la rue, se disputant les clients avec des étalages somptueux. Les architectes de l'École de Chicago y conçurent plusieurs bâtiments à l'architecture soignée avec des ornementations très détaillées pour attirer l'attention des habitants et des visiteurs. Le secteur se développa rapidement au cours de cette période et connut une croissance exponentielle à l'instar du reste de la ville. À l'époque, les politiciens de Chicago et les agences immobilières vantèrent l'angle de State Street et Madison Street comme étant l'intersection la plus fréquentée au monde. En outre, l'intersection constitue le point zéro du système de numérotation des rues de la ville de Chicago, dans toutes les directions cardinales.

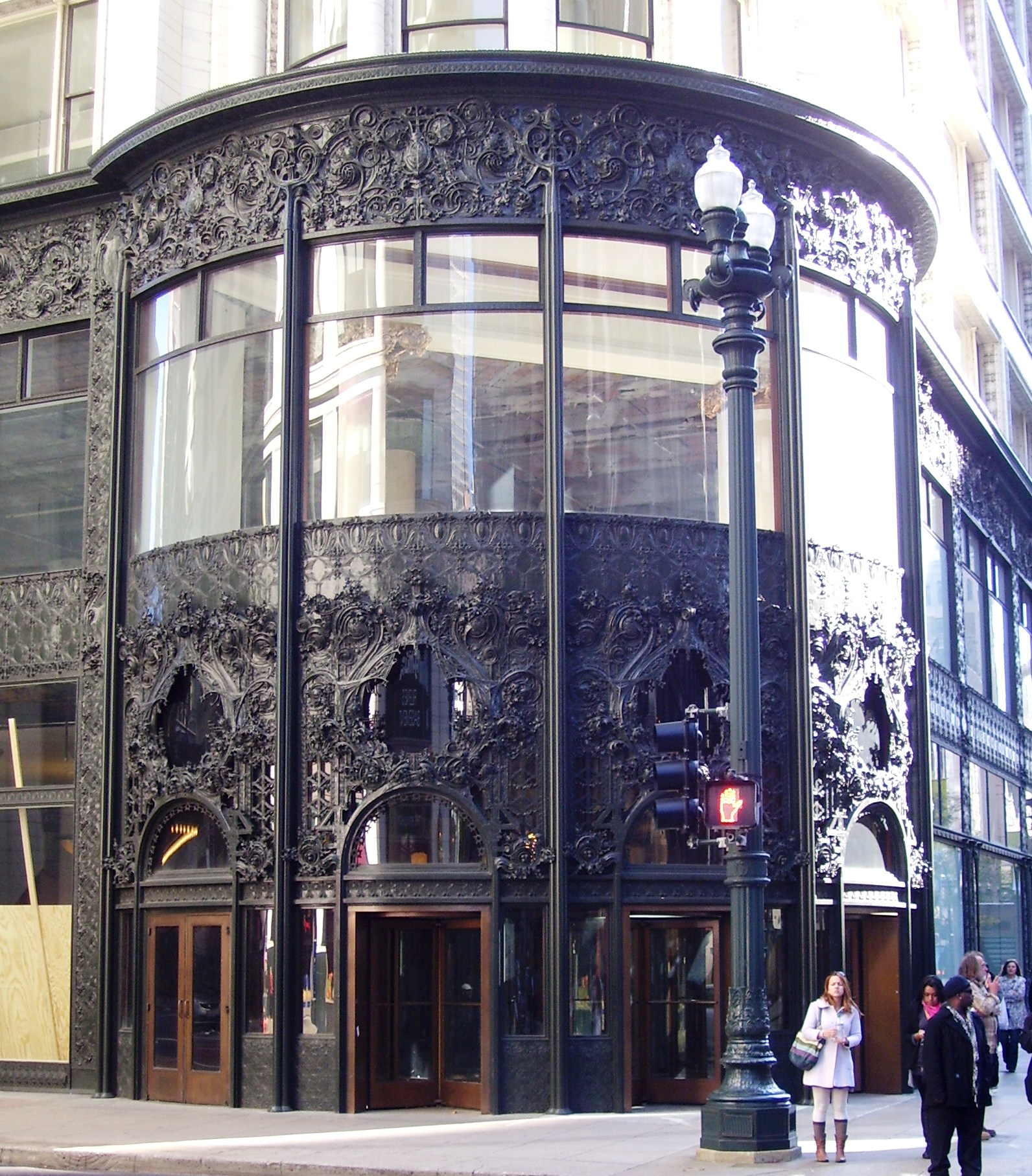
Ornementations de l'entrée principale du bâtiment.

En août 2006, la société mère de Carson Pirie Scott (Bon-Ton Holdings Inc., une entreprise de grande distribution basée à York en Pennsylvanie) annonça qu'après les fêtes de Noël de cette même année, l'activité commerciale de l'immeuble s'arrêterait pour d'importants travaux de rénovations. Il n'y a pas eu d'annonce immédiate quant à la conversion du bâtiment. Durant cette période, les 600 000 pieds carrés (56 000 m2) du bâtiment furent au cœur d'un réaménagement majeur entrepris par Joseph Freed & Associates, un promoteur immobilier basé à Palatine, en banlieue nord-ouest de Chicago. Un rapport de 2001 estima le budget des travaux à environ 68,9 millions de dollars US.
En 2008, un second projet de rénovation fut lancé pour embellir l'extérieur du bâtiment. Il comprit la restauration des sculptures et des ornements, ainsi que la restauration complète de la façade principale (côtés State Street et Madison Street) et de la façade arrière (côté Wabash Avenue). Une part importante du financement pour cette rénovation fut prise en charge par la ville de Chicago. La façade côté Wabash fut achevée en août 2009 et celle côté State Street en novembre 2010,.
Le complexe, qui comprend aujourd'hui trois bâtiments de 943 944 pieds carrés (soit environ 87 695 m2), rebaptisé Sullivan Center, appartient actuellement à Madison Capital, une société immobilière privée basée à New York.

## Architecture

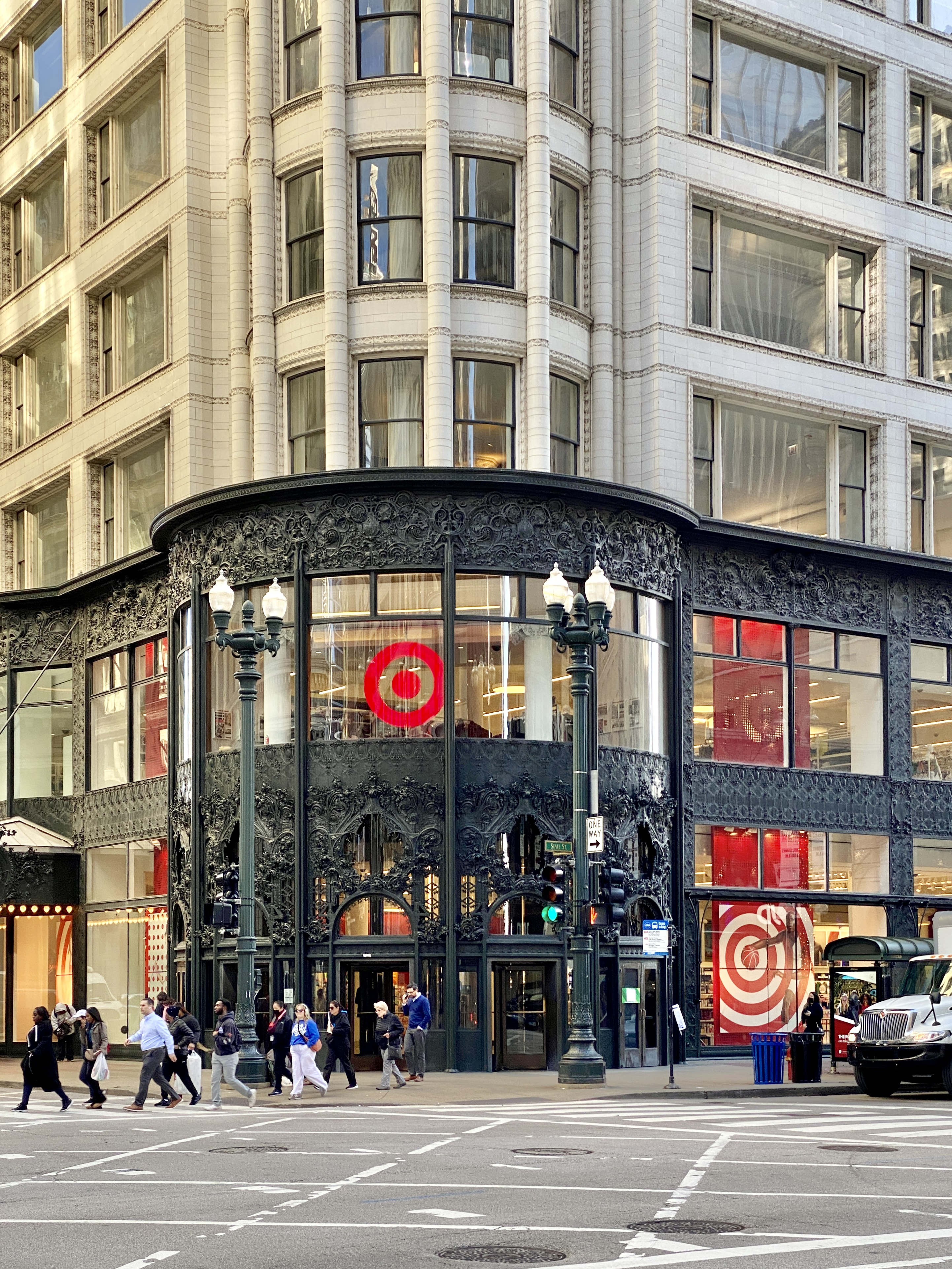
Entrée nord-ouest du bâtiment.

Le bâtiment est souvent considéré comme l'une des structures classiques de l'École d'architecture de Chicago. L'édifice est remarquable par sa structure en acier qui permit un élargissement spectaculaire de la surface des fenêtres, grâce à de grandes baies vitrées, ce qui rendit l'intérieur davantage lumineux. Cette structure utilisa la technique du poteau et du linteau pour concevoir une ossature à la fois solide, légère et ignifuge.
L'extérieur du bâtiment est constitué d'une grille de piliers en acier et d'allèges qui soutint le bâtiment. S'inspirant de la technique du poteau et du linteau, cette conception fut la première à être utilisée dans ce qui devint l'emblématique « fenêtre » de l'École de Chicago. Au niveau de la rue, les larges devantures vitrées permirent de valoriser et d'exhiber un plus grand nombre d'articles et de marchandises auprès des passants. Cela permit de créer une vitrine à même le trottoir. Entre les fenêtres se trouvèrent des bandes en terre cuite, en remplacement d'un projet antérieur de marbre blanc de Géorgie, afin de réduire le coût et le poids et d'éviter les retards dus à une grève des tailleurs de pierre. Le projet comprit également une installation fixe d'extinction automatique à eau, alimentée par un château d'eau d'environ 12 mètres de haut installé sur le toit.
L'architecte Louis Sullivan profita de la situation avantageuse du bâtiment pour concevoir l'entrée principale dans l'angle de l'édifice de façon que celle-ci soit remarquée depuis State Street et Madison Street (deux des plus importantes artères commerçantes de Chicago). Sullivan fit également en sorte que l'ornementation métallique encadrant les quatre portes de l'entrée principale soit attrayante afin d'attirer l'œil des passants et d'attiser leur curiosité. Cette ornementation donna au bâtiment une apparence unique et élégante, importante pour se démarquer des grandes enseignes situées à proximité. Les panneaux décoratifs longeant l'édifice au niveau du sol sont aujourd'hui crédités à l'architecte George Grant Elmslie (qui devint le dessinateur en chef de Sullivan après que l'architecte Frank Lloyd Wright eut quitté le cabinet).

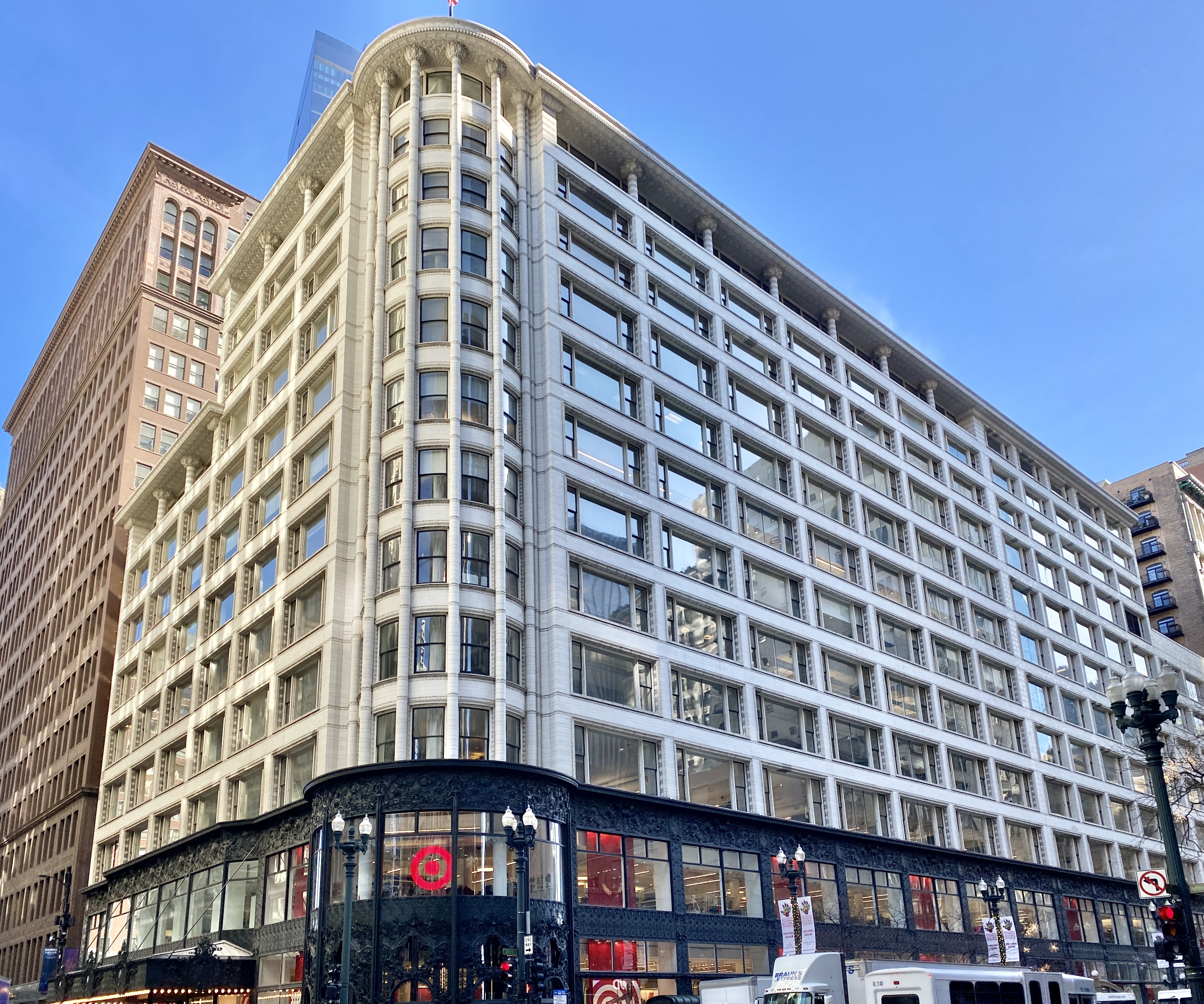
Vue sur le bâtiment à l'angle de State Street et Madison Street.

La technique utilisée par les architectes de l'école d'architecture de Chicago dans la conception des étages inférieurs du bâtiment fut si élaborée qu'elle permit d'exploiter l'éclairage naturel et les ombrages afin de donner l'impression que le bâtiment flottait au-dessus du sol. Les sections de 1899 et 1904 du dernier étage du bâtiment était en retrait pour créer une loggia étroite (renfoncement en retrait de façade formant un espace spacieux à arcades) surmontée d'une corniche aux détails complexes qui dépassait de la façade du bâtiment. Cette dernière a été supprimée durant l'année 1948 et le 12e étage a été redessiné pour être semblable aux étages inférieurs.

## Occupants
Les locataires du Sullivan Center comprennent aujourd'hui The Chicago Community Trust, l'École de l'Art Institute of Chicago (école d'art affiliée à l'Art Institute of Chicago) et Gensler (agence d'architecture et de design). En décembre 2010, Joseph Freed & Associates LLC a annoncé qu'il était en pourparlers avec le détaillant Target Corporation, qui a exprimé son intérêt d'occuper une partie du bâtiment. Le 15 février 2011, le détaillant a annoncé qu'il louerait 125 000 pieds carrés (environ 11 600 m2) répartis sur deux étages du bâtiment. Le nouveau magasin a ouvert ses portes le 26 juillet 2012 et a reçu des critiques favorables pour son design épuré tout en respectant le caractère historique de la structure.
En août 2016, la société spécialisée dans la gestion d'investissements immobiliers Madison Capital Group Holdings (propriétaire du bâtiment) a vendu les 176 000 mètres carrés de surface d'espace commercial du Sullivan Center (les deux étages inférieurs et le sous-sol) à Acadia Realty Trust dans le cadre d'une transaction distincte d'un montant de 147 millions de dollars. En 2018, JLL (Jones Lang LaSalle), une société américaine spécialisée dans le conseil en immobilier d'entreprise et dans la gestion d'investissements immobiliers, a facilité la vente et le financement de la partie bureaux du Sullivan Center (soit une surface d'environ 833 000 pieds carrés). Le bâtiment est actuellement loué à 97 %. En plus de s'occuper de la vente, JLL a également organisé le financement de l'acquisition pour l'acheteur.

## Dans la culture populaire
Le Carson, Pirie, Scott and Company Building apparaît dans le film d'horreur Jeu d'enfant (Child's Play) réalisé par Tom Holland et sorti en 1988. Le bâtiment est utilisé comme lieu de travail de la mère du jeune Andy Barclay (Alex Vincent).

## Galerie d'images

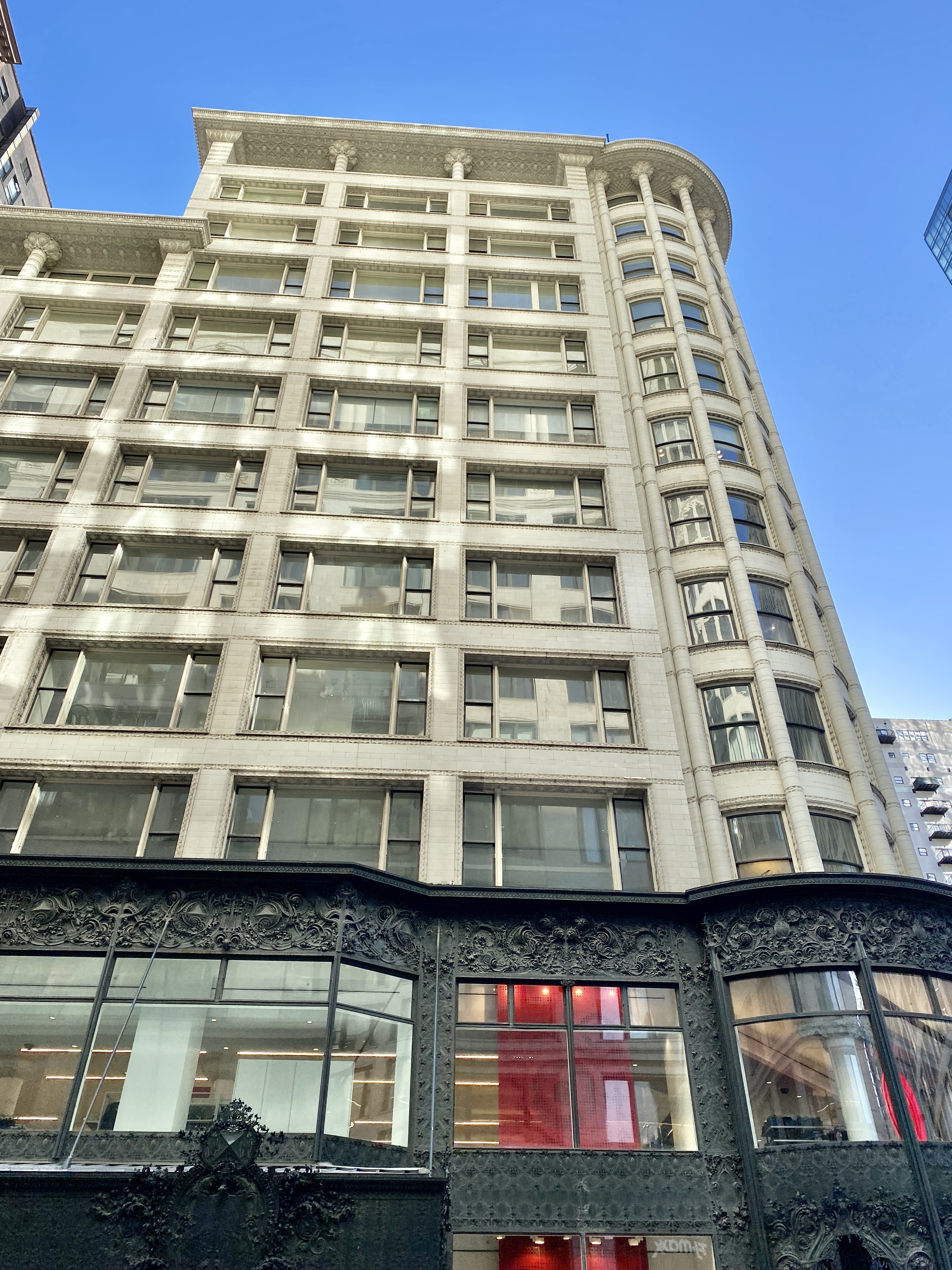
Côté du bâtiment depuis Madison Street.
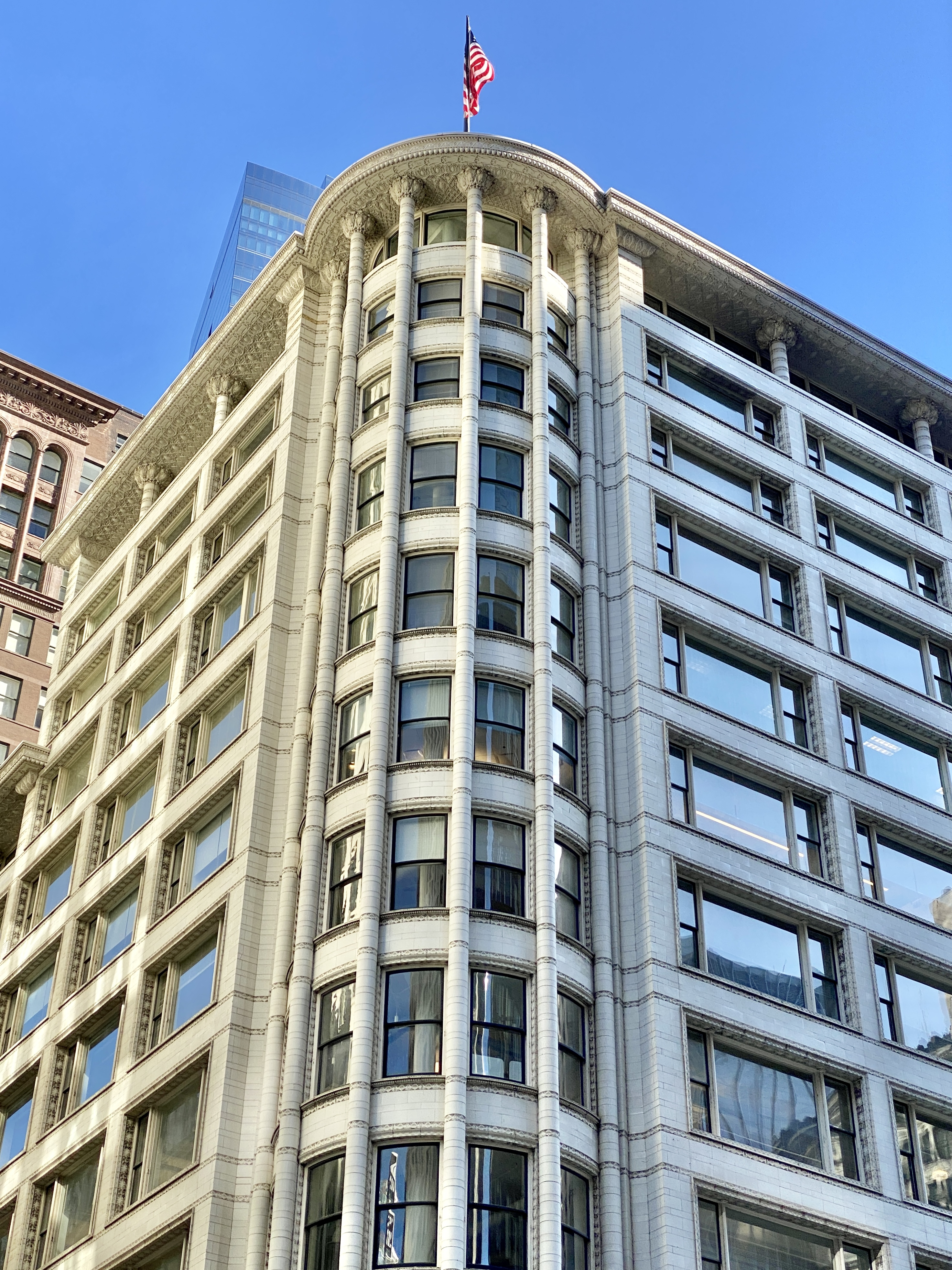
Détails de l'angle de la façade.
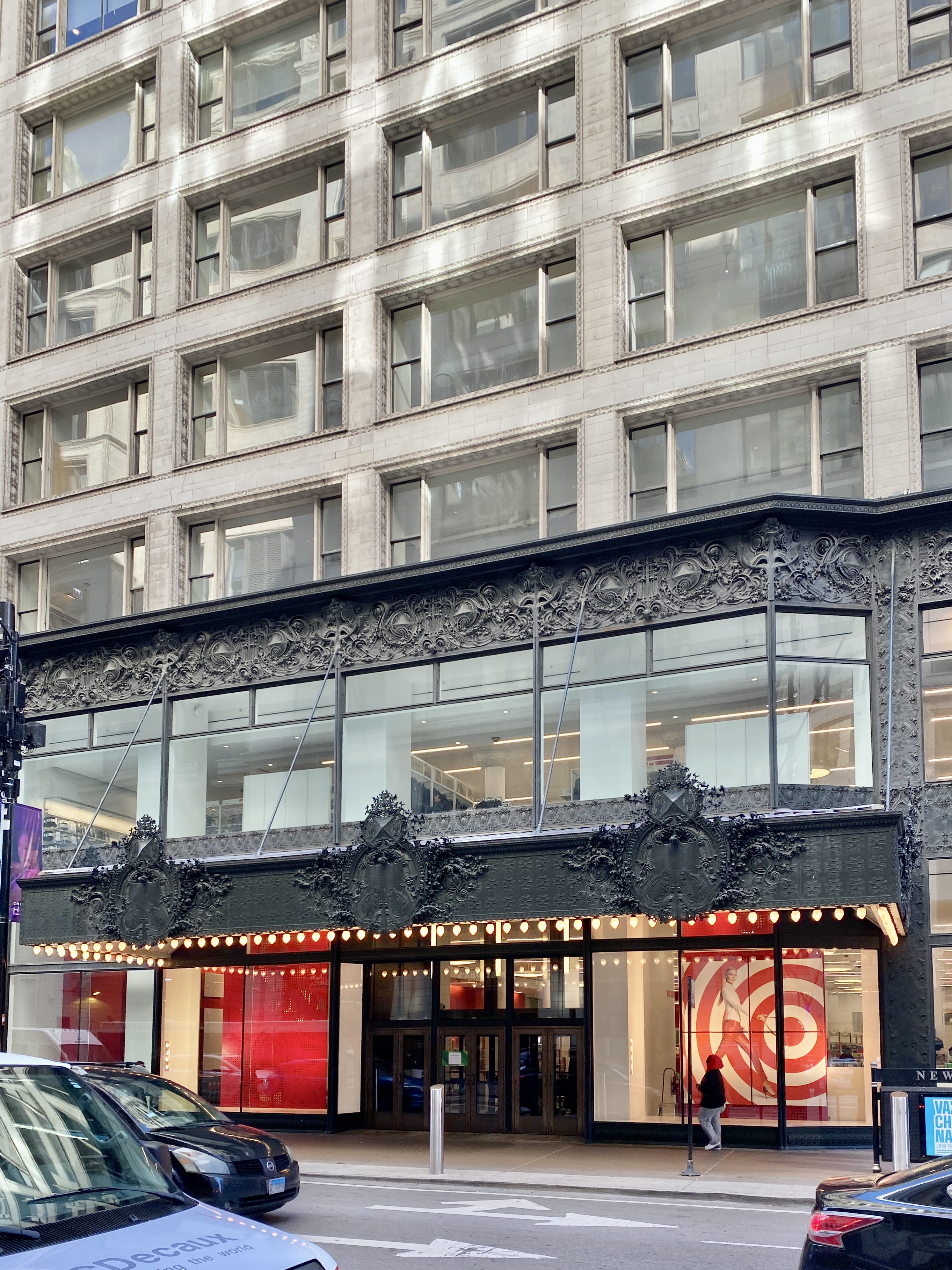
Rez-de-chaussée.
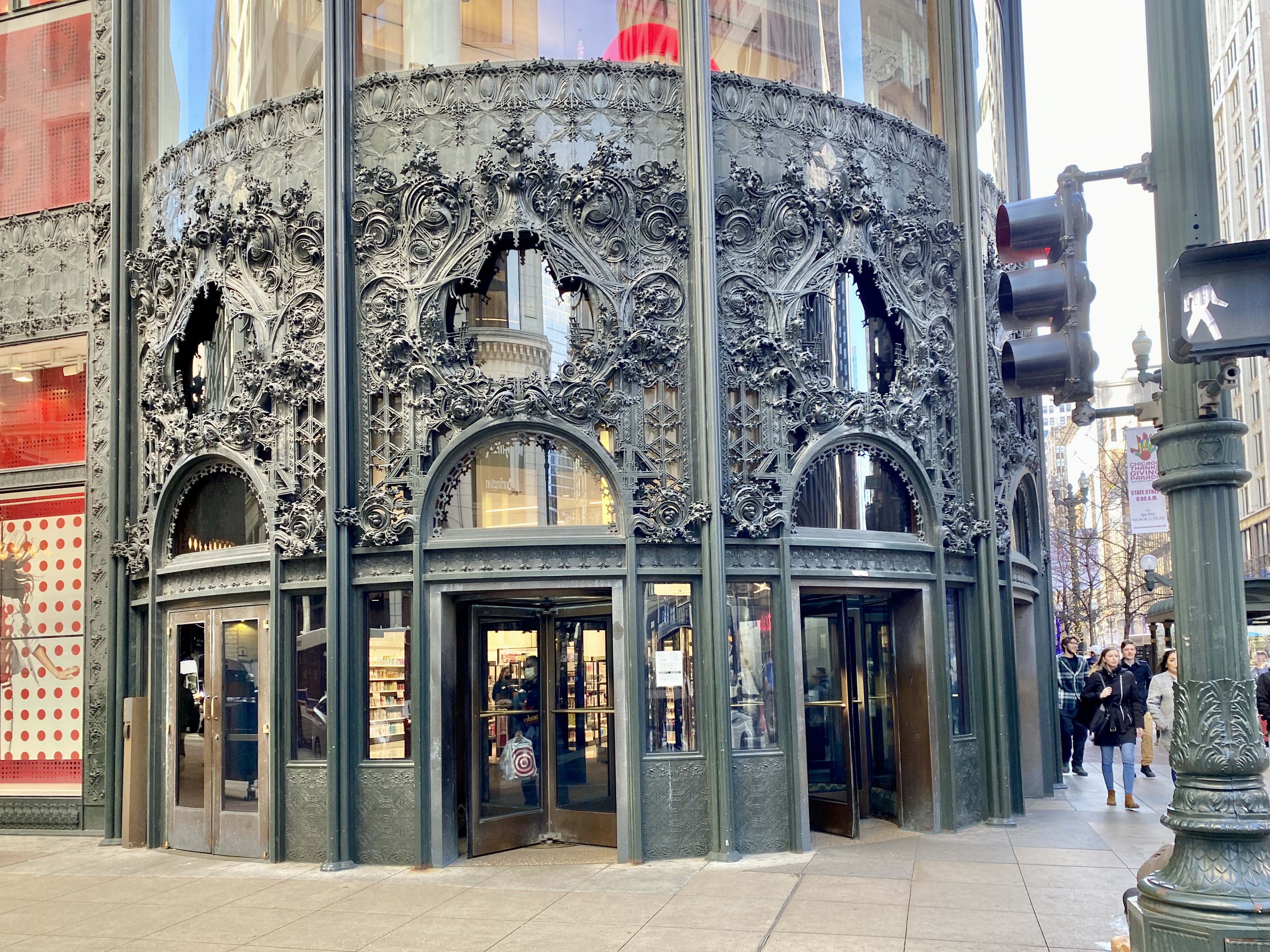
Détails de l'entrée à l'angle de State Street et Madison Street.
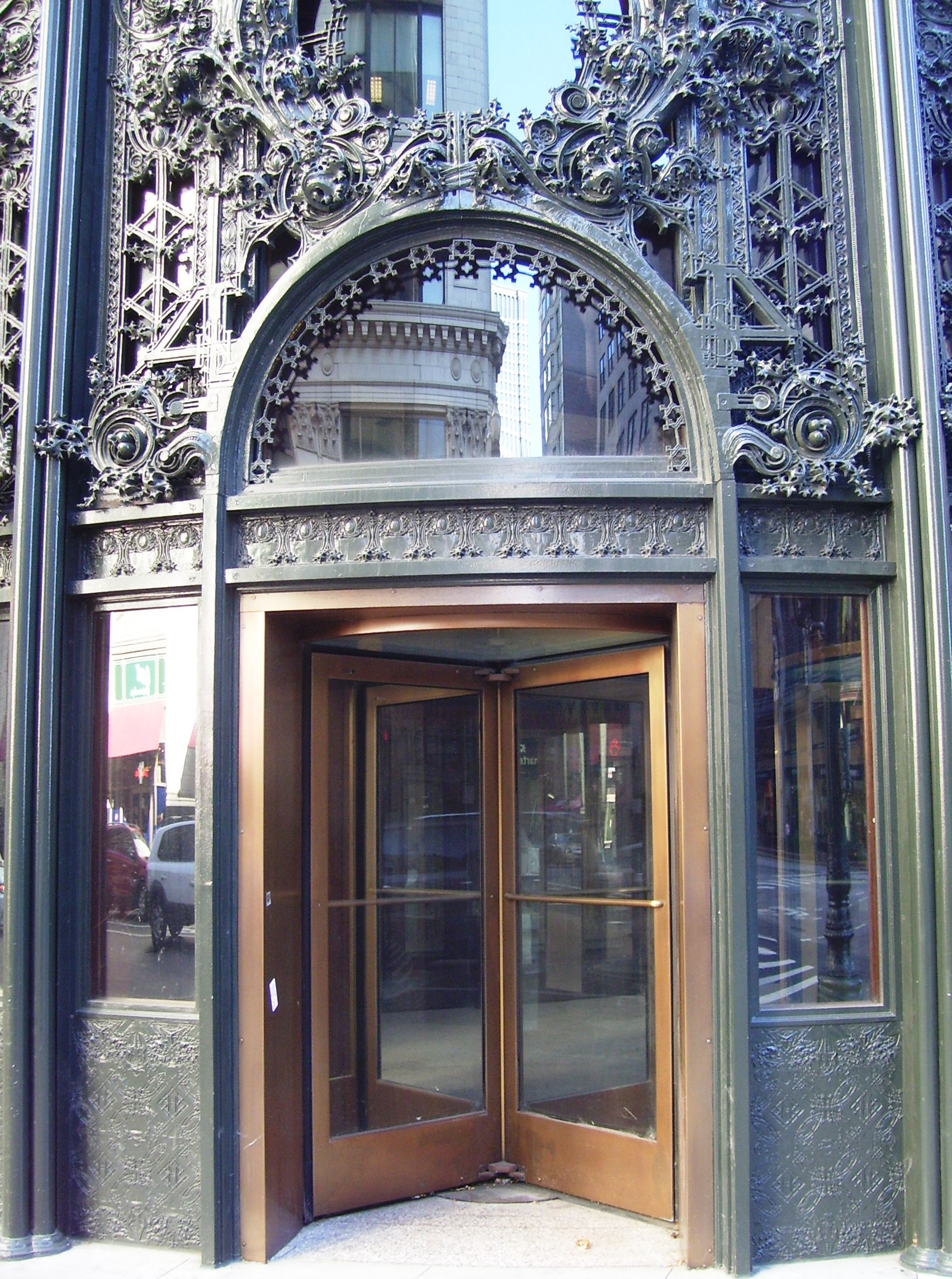
Porte d'entrée.
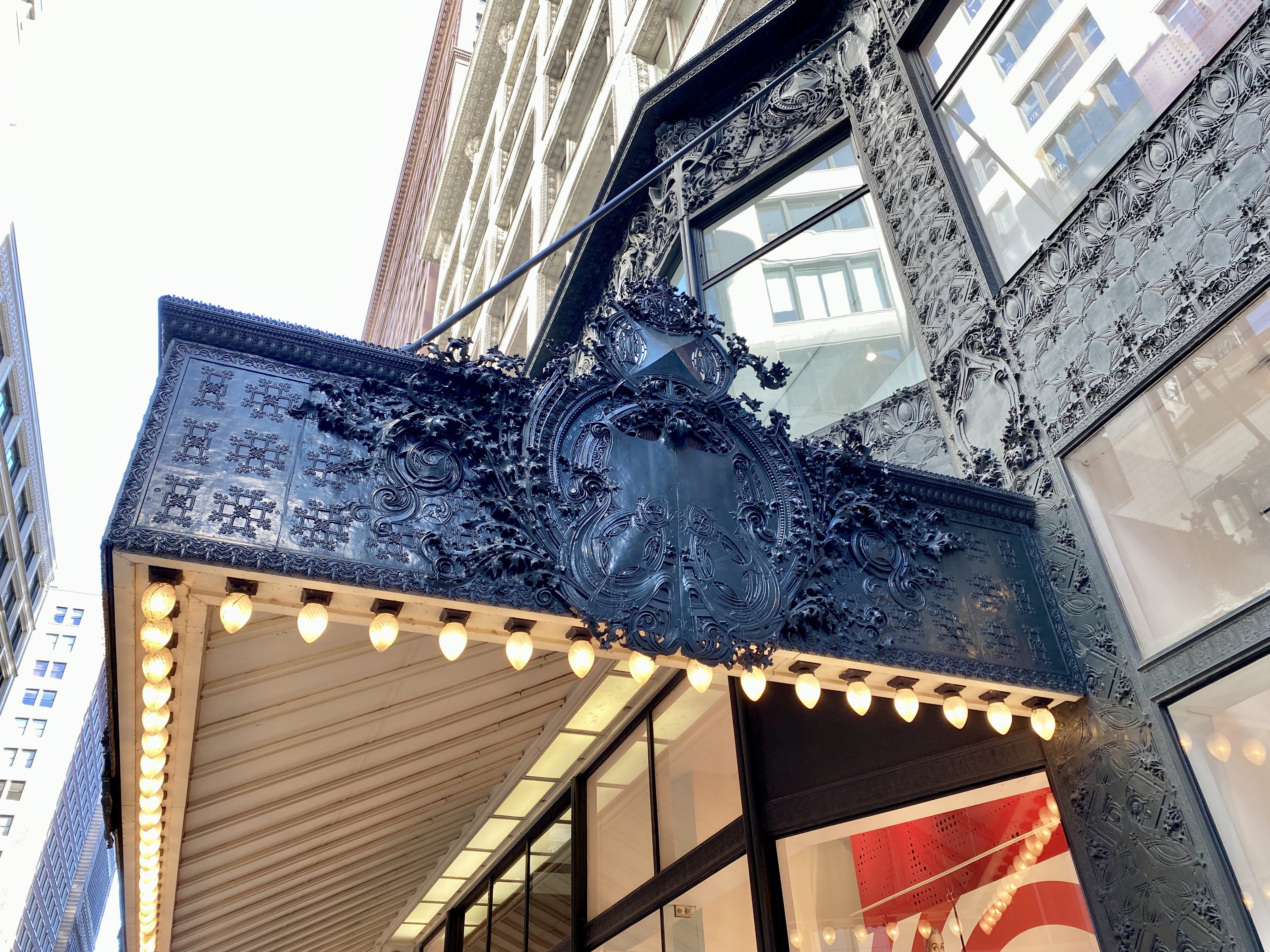
Détails sur la façade nord.